# Kang Yong-gyun
Kang Yong-gyun (ur. 23 lipca 1974) – północnokoreański zapaśnik w stylu klasycznym. Dwukrotny olimpijczyk. Brązowy medalista z Sydney 2000 w kategorii 54 kg. Czwarty w Atlancie 1996 w wadze 48 kg.
Zajął szóste miejsce na mistrzostwach świata w 1999. Zdobył srebrny medal na igrzyskach azjatyckich w 1998 i 2002. Mistrz Azji w 2001, wicemistrz w 1996, trzeci w 1997. Najlepszy na igrzyskach wojskowych w 1995 i 1999 roku.